# Arsia Mons
Arsia Mons là núi lửa thứ 3 tính từ Bắc xuống Nam trong 3 núi lửa thuộc dãy Tharsis Montes, gần xích đạo của sao Hỏa. Theo bản đồ, phía trên là Pavonis Mons, phía trên cùng của Tharsis Montes là Ascraeus Mons. Olympus Mons - ngọn núi cao nhất trong hệ Mặt Trời - ở phía tây Bắc. Giovanni Schiaparelli đã đặt tên theo Silva Arsia - khu rừng huyền thoại của người La Mã - khi thấy núi lửa trên bản đồ phản xạ.